# Wurzel-Jesse-Fenster (Saint-Michel-de-Veisse)

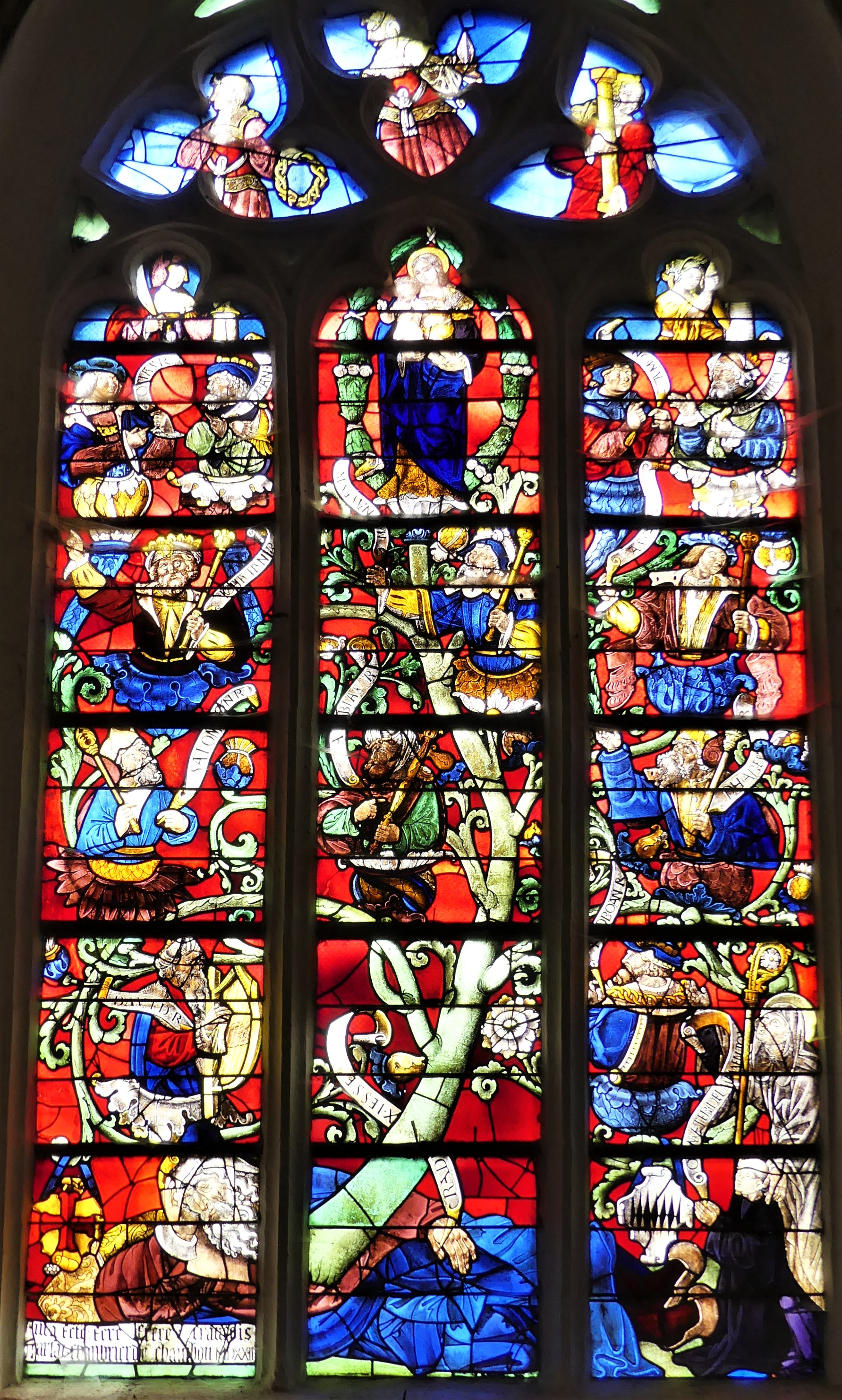
Wurzel-Jesse-Fenster in Saint-Michel-de-Veisse

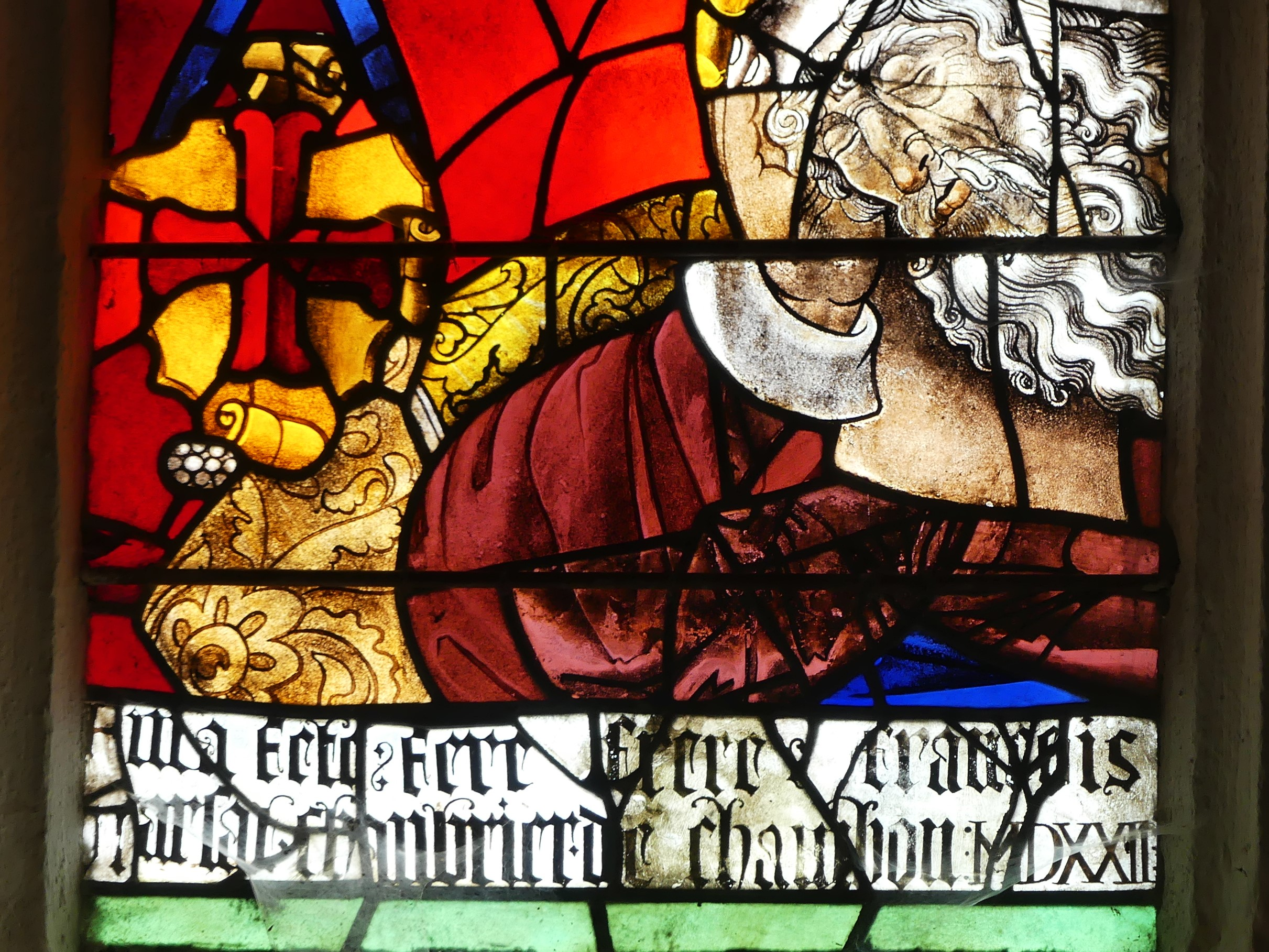
Der schlafende Jesse und Inschrift

Das Wurzel-Jesse-Fenster in der katholischen Kapelle Notre-Dame de la Borne in Saint-Michel-de-Veisse, einer französischen Gemeinde im Département Creuse in der Region Nouvelle-Aquitaine, wurde 1522 geschaffen. Im Jahr 1904 wurde das Bleiglasfenster als Monument historique in die Liste der geschützten Objekte (Base Palissy) in Frankreich aufgenommen.
Das zentrale Fenster (Nr. 0) im Chor mit einer Höhe von circa 5,27 Metern und einer Breite von 2,42 Metern wurde von einer unbekannten Werkstatt geschaffen. Es zeigt die Wurzel Jesse, ein weit verbreitetes Bildmotiv der christlichen Kunst des Mittelalters und der frühen Neuzeit. Es wird der Stammbaum Christi in Gestalt eines Baumes dargestellt, der aus der Figur Jesses herauswächst. Oben ist mittig die Madonna mit Kind zu sehen, die an beiden Seiten und darüber im Maßwerk von sechs Frauen umgeben wird. Die vier Frauen im Maßwerk tragen die Leidenswerkzeuge: Geißelsäule, Kreuz, Dornenkrone und Lanze. Die Frau links von Maria trägt ein Parfümgefäß, die Frau rechts eine Laterne.
Das Fenster mit drei Lanzetten ist in 15 Teile gegliedert. Rechts unten ist kniend der Stifter, François de Viersat, dargestellt. Hinter ihm steht ein Heiliger und links neben ihm ist sein Wappen zu sehen. Links neben dem Kopf von Jesse ist das Wappen der Familie Aubusson dargestellt.
Das Fenster wurde 1917 von der Werkstatt Chigot in Limoges restauriert, wobei einige Teile ergänzt wurden.

## Inschriften
Unten links: 

„MA FETE FERE FRERE FRANCOIS/VIARSAT CHANBRIER DE CHAMBON MDXXII“

Schriftband in den Händen des Stifters: 

„MATER DEI MEMENTO“

Schriftband in der Hand von Jesse: 

„RADIX IESSE“

Schriftbänder mit den Namen der dargestellten Personen (von unten nach oben links): 

„DAVID R/SALOMON R/ABIAS R/IOHATAN R/OSIAS R/IORAN“

Von unten nach oben rechts: 

„ROBOAN R/PHARES/ASSA R/AMON/IECANIAS R/MANASSES R“